# تيس هاربر
تيس هاربر (بالإنجليزية: Tess Harper)‏ (و. 1950  م) هي ممثلة تلفزيونية، وممثلة أفلام أمريكية، ولدت في ماموث سبرينغ.

## التعليم
تعلمت في جامعة ولاية ميسوري.

## وصلات خارجية
- تيس هاربر على موقع IMDb (الإنجليزية)
- تيس هاربر على موقع قاعدة بيانات الأفلام العربية
- تيس هاربر على موقع ألو سيني (الفرنسية)
- تيس هاربر على موقع أول موفي (الإنجليزية)
- تيس هاربر على موقع قاعدة بيانات الأفلام السويدية (السويدية)
- تيس هاربر على موقع إن إن دي بي (الإنجليزية)
- تيس هاربر على موقع قاعدة بيانات الفيلم (الإنجليزية)
- تيس هاربر على موقع كينوبويسك (الروسية)